# Musée d'anatomie et d'embryologie humaines
Le Musée d'anatomie et d'embryologie humaines Louis Deroubaix est situé à Anderlecht en Région bruxelloise.

## Le musée
Le musée appartient au réseau de musées universitaires de l'Université libre de Bruxelles et est situé sur le site du campus de l'hôpital Érasme.
Le musée porte le nom de Louis Deroubaix, médecin et professeur à l'ULB.
Le musée s'adresse principalement aux étudiants en médecine qui peuvent y trouver des exemples de l'anatomie humaine, des figurations d'anomalies et de pathologies. Le musée est équipé d'une salle multimédia permettant d'approfondir les recherches.
Parmi les objets exposés figurent des squelettes, des organes, des embryons et fœtus y compris des plastinés.
Ces pièces proviennent d'êtres humains et d'animaux à l'anatomie comparable. En outre, des représentations en plâtre et en cire sont également présentées.